# ハインリヒ・エールラー
ハインリヒ・エールラー（Heinrich Ehrler、1917年9月14日 - 1945年4月4日）は、第二次世界大戦時のドイツ空軍のエース・パイロットである。活動地域が主に北方戦線だったために比較的知られていないエース・パイロットである。僅か400回の作戦行動で208機の戦果を記録し、これは2回の出撃毎に平均して1機の戦果を挙げたことになる。騎士鉄十字章受章者。

## 第二次世界大戦

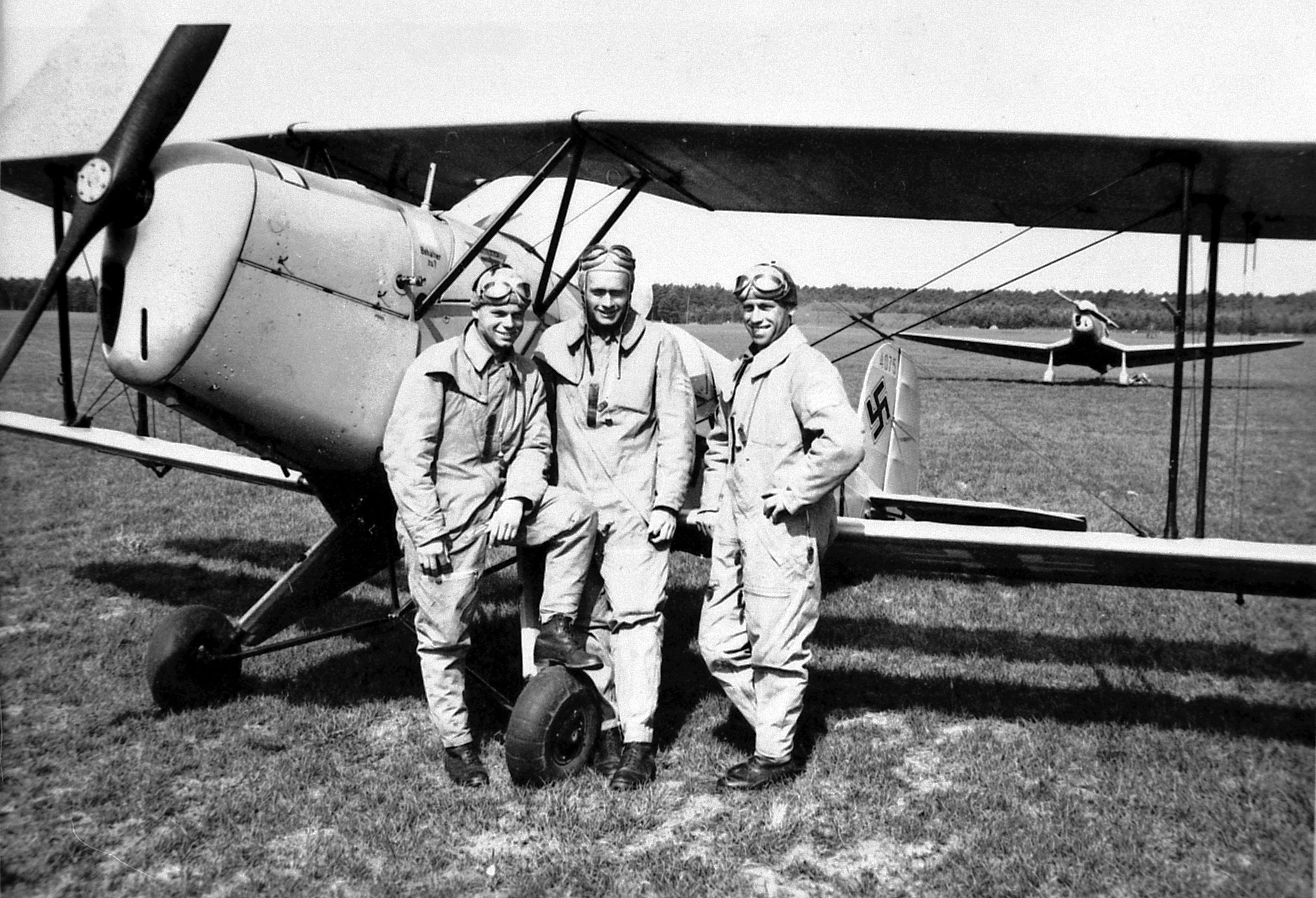
訓練生の頃（1940年）

ハインリヒ・エールラーは、1940年初めにドイツ空軍に入隊し高射砲部隊を経てパイロットとしての訓練を受けた。エールラーは最初の実戦部隊として第77戦闘航空団（JG 77）/第4飛行中隊に配属され、1940年5月に最初の戦果を挙げた。JG 77はノルウェーに駐留し、エールラーは戦時期間中のほとんどを北方戦線で戦った。1942年1月にJG 77は第5戦闘航空団（JG 5）「アイスメール」（Eismeer）に再編された。JG 5はノルウェー北部とフィンランドの基地から作戦活動を行い交戦相手の大部分はソ連軍機であったが、英軍のノルウェー強襲に対する迎撃任務も課せられていた。
エールラーは2機目を撃墜した1942年2月19日まで戦果とは縁がなかった。7月20日に11機目の戦果を挙げると中尉に昇進し、JG 5/第6飛行中隊の飛行中隊長となった。9月4日にエールラーは64機撃墜の功により騎士鉄十字勲章を授与された。1943年6月1日にエールラーは大尉に昇進し、JG 5/第II飛行隊の飛行隊長に任命され、この期間に騎士鉄十字勲章に柏葉を追加受勲した。1944年5月25日にエールラーは1日で9機を撃墜し、総撃墜数を155機とした。8月1日にJG 5の戦闘航空団司令に任命され、同時に少佐に昇進した。

### ティルピッツ沈没

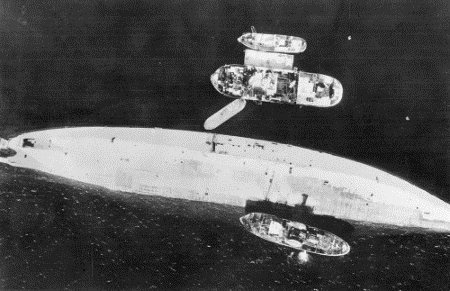
攻撃により転覆したティルピッツ

1944年11月12日に英空軍は戦艦ティルピッツに対し最後の攻撃を実施した。第617と第9爆撃飛行隊のアブロ ランカスター爆撃機がティルピッツの停泊しているトロムソの少し西の（Håkøya）へ向け送り出された。
その当時エールラーは、JG 5/第9飛行中隊と共にバーダフォス航空基地に駐在しており、作戦可能な12機のフォッケウルフ Fw 190 A-3戦闘機を保持していた。飛行中隊は、トロムソ地域への継続的な英爆撃機隊の圧力に備え10分待機の状態にあった。エールラーが部下達を引き連れ離陸すると敵爆撃機の目標に関する錯綜した情報を受信した。ある報告では目的地はアルタと、他の報告ではボードーと報じていた。敵機の目標がティルピッツだということが判明したときは時すでに遅くエールラーの編隊は該当地域から遥か遠くにおり、ティルピッツを撃沈する敵機を阻止する手立てを何も講じられなかった。
この迎撃の失敗の後でエールラーは、攻撃の重大性への無理解と自身の200機撃墜の功へ気を取られていたという理由で軍法会議にかけられた。最初は死刑を宣告されたが、後で一般的な刑期とは対照的なより名誉ある3年間の禁固刑に減刑された。これによりエールラーは飛行任務を続けることができたが、指揮権は取り上げられた。
後の調査でこの不手際の原因は貧弱な情報伝達—特に海軍と空軍間の—にあったと結論付けられた。搭乗員達は「ティルピッツ」が数週間前に（Håkøya）の新しい停泊地に移動したことを知らなかったが、どうやらエールラーはティルピッツ防衛の失策に対する都合の良いスケープゴートにされたらしい。
しかしながら、10月29日の時点で既にトロムソの「ティルピッツ」はランカスター38機による空襲を受けていること、またレオンス・ペイヤールの「COULEZ LE TIRPITZ」によれば、トロムソへの移動後に「ティルピッツ」艦長ロベルト・ヴェーバー大佐自身がエールラーに対し上空掩護の徹底を一度ならず要請していることを鑑みれば、空軍がトロムソへの「ティルピッツ」移動を知らなかったなどとは容易に信じ難い一面もある。
エールラーには柏葉剣付騎士鉄十字勲章が推薦されていたが、これは却下された。

### ドイツへの転属

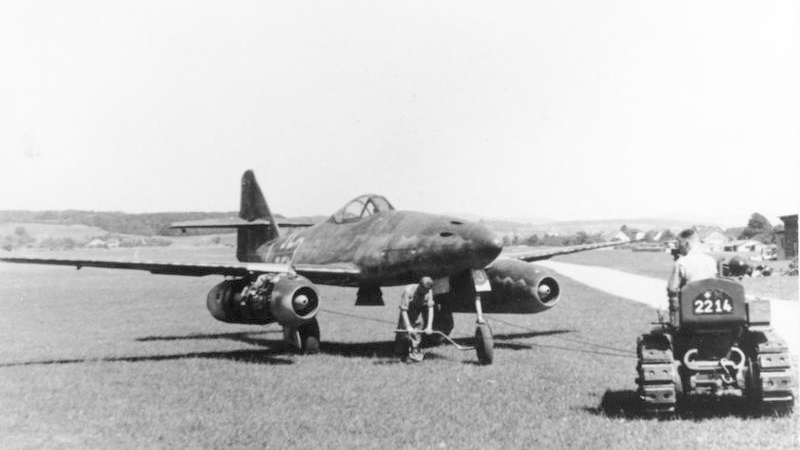
メッサーシュミット Me262

指揮権と全ての栄誉を剥奪され、エールラーは1945年2月27日に第7戦闘航空団（JG 7）に配属された。JG 7はメッサーシュミット Me262ジェット戦闘機を装備し、本土防衛（Reichsverteidigung）に携わっていた。続く5週間の間にエールラーは更に8機の戦果を挙げ、総撃墜数を208機とした。

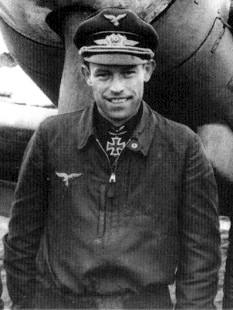
1945年の撮影。騎士鉄十字章を身に付けている。

1945年4月4日の朝にエールラーは最後の出撃で208機の最後の2機の戦果を記録した。僚機と共にJG 7のブランデンブルク＝ブリースト飛行場を離陸したエールラー少佐は、パルヒムへの爆撃行程に入るために編隊を組み始めた第448爆撃団（the 448th BG）とハンブルクの東50 km の上空で会敵し、先導する第714飛行隊の2機のコンソリデーテッド B-24 —シャフター中尉（Lt. Shafter）の「ミス・B・ハヴィン」（Miss-B-Havin）とメインズ中尉（Lt. Mains）の「レッド・バウ」（Red Bow）—を撃墜した。この攻撃と同時に2機のノースアメリカン P-51 マスタングがエールラー機を追撃し始めた。エールラーは爆撃機隊の上でB-24「マイ・バディ」（My Buddie、ゴードン・ブロック中尉操縦）の尾部銃手と側面銃手からの銃撃で被弾し、彼らの報告では飛び去るジェット機の胴体から破片が飛散した。この攻撃は座標53°31N, 10°38Eのブーヒェン（Buchen）上空で行われた。数分後に第448爆撃団がシュテンダルの集結地点へ向けて旋回したときにエールラーはジョン・レイ大尉（Captain John Ray）の操縦する3機目のB-24「トラブル・イン・マインド」（Trouble in Mind）を座標52°57N, 12°23Eのキューリッツ上空で捕捉した。生き残った搭乗員の証言によると機関砲弾がB-24の胴体に命中したが、それはエールラーがテオドール・ヴァイセンベルガー少佐に無線で弾薬が尽き、敵機に突入すると言い残す直前のことであった。ともかくエールラー機とB-24の両機は激突に続いて起こった爆発により大破し、B-24はハーフェルベルク近郊のクルーエンカンペ（Krullenkempe）に、エールラーはシャルリッペ（Scharlibbe）の森に墜落、死亡した。翌日にエールラーの遺体は回収されシャルリッペの近くのシュテンダルに埋葬された。シュテンダルにあるエールラーの墓には死亡日が1945年4月4日と記されている。

## 引用句
「テオ。弾薬が尽きた。このまま突入する、さらばだ。ヴァルハラで会おう。Wir sehen uns in Walhalla!」これがB-24爆撃機に体当たりし、道連れにして墜落する前に飛行隊の無線通信に流れたハインリヒ・エールラーの最後の言葉であった。「テオ」とはテオドール・ヴァイセンベルガーの愛称である。

## 受勲
- 空軍名誉杯（1942年7月20日）[5]
- ドイツ十字章金章（1943年3月18日）：第5戦闘航空団/第6飛行中隊の中尉として[6]
- 空軍前線飛行章金章
- 鉄十字章
  - 2級
  - 1級
- 柏葉付騎士鉄十字章
  - 騎士鉄十字章（1942年9月4日）：第5戦闘航空団／第6飛行中隊の中尉として[7]
  - 柏葉 第265号（1943年8月2日）：第5戦闘航空団／第III飛行隊の飛行隊長の大尉として[7]

## 発見されたBF 109 G2
JG 5/第6飛行中隊所属のメッサーシュミット Bf109の13605号機がロシアで発見されると大戦機修復家のジム・ピアース（Jim Pearce）により買い取られ、2003年11月に回収された。これはエールラーが200機目を撃墜したときに搭乗していた機体であり、その後JG 7に転属してMe 262に搭乗した。この機体は後にロシア北西部で赤軍の対空砲火で撃墜されツンドラに不時着し、回収されるまでそこにあった。これは現在修復の最中である。

## 参照
出典
1. ↑  Hafsten[et al.], Flyalarm - Luftkrigen over Norge 1939-1945, p. 145
2. ↑  Hafsten[et al.], Flyalarm - Luftkrigen over Norge 1939-1945, p. 220
3. ↑  Hafsten[et al.], Flyalarm - Luftkrigen over Norge 1939-1945, p. 221
4. ↑  Berger 2000, p. 392.
5. ↑  Obermaier 1989, p. 57.
6. ↑  Patzwall and Scherzer 2001, p. 99.
7. 1 2  Scherzer 2007, p. 290.
8. ↑  http://www.warbirdfinders.co.uk/aircraft_BF109G_wn13605.htm

参考文献
- Bjørn Hafsten[et al.](1991). Flyalarm - Luftkrigen over Norge 1939-1945, Sem & Stenersen AS. (ISBN 82-7046-058-3).
- Berger, Florian (2006), Mit Eichenlaub und Schwertern. Die höchstdekorierten Soldaten des Zweiten Weltkrieges. Selbstverlag Florian Berger. ISBN 3-9501307-0-5
- Obermaier, Ernst (1989). Die Ritterkreuzträger der Luftwaffe Jagdflieger 1939 - 1945 (in German). Mainz, Germany: Verlag Dieter Hoffmann. ISBN 3-87341-065-6.
- Patzwall, Klaus D. and Scherzer, Veit (2001). Das Deutsche Kreuz 1941 - 1945 Geschichte und Inhaber Band II. Norderstedt, Germany: Verlag Klaus D. Patzwall. ISBN 3-931533-45-X.
- Schaulen, Fritjof (2005), Eichenlaubträger 1940-1940 Band I Abraham-Huppertz. Pour le Mérite. ISBN 3-932381-20-3.
- Scherzer, Veit (2007). Die Ritterkreuzträger 1939–1945 Die Inhaber des Ritterkreuzes des Eisernen Kreuzes 1939 von Heer, Luftwaffe, Kriegsmarine, Waffen-SS, Volkssturm sowie mit Deutschland verbündeter Streitkräfte nach den Unterlagen des Bundesarchives (in German). Jena, Germany: Scherzers Miltaer-Verlag. ISBN 978-3-938845-17-2.
- Schuck, Walter (2007), Abschuss! Von der Me 109 zur Me 262 Erinnerungen an die Luftkämpfe beim Jagdgeschwader 5 und 7. Helios Verlags- und Buchvertriebsgesellschaft. ISBN 978-3-938208-44-1.